# ウジェーヌ・デルポルト
ウジェーヌ・ジョゼフ・デルポルト（Eugène Joseph Delporte、1882年1月10日 - 1955年10月19日）は、ベルギーの天文学者。小惑星・彗星などの太陽系小天体を多数発見した他、現在の88星座を区切る境界線の案を策定したことで知られる。

## 経歴
1882年1月10日、ブラバント州（現在のブラバン・ワロン州）ゲナッペで生を受けた。1903年にブリュッセル大学を卒業した後、ブリュッセル近郊のユックルにあるベルギー王立天文台に無給助手として入り、1909年に正式な台員として任官、以後亡くなるまでベルギー王立天文台で終生研究を続けた。1936年から1947年に引退するまで同天文台の台長、1947年以降は名誉台長の職にあった。また、1944年から1955年に亡くなるまで、ベルギー国立天文学委員会 (Belgian National Committee of Astronomy) の会長を務めた。1955年10月19日、写真乾板を精査中に心臓発作で他界した。

## 科学的業績
1903年から1923年までは子午線天文学に専念し、3,533個の恒星の子午線通過を観測した。また、1920年代に国際天文学連合 (IAU) が現行の88星座の名称とその境界線を定めた際に、決定的な役割を果たした。観測者としても、ベルギー初の小惑星発見となった小惑星ベルギカを始めとして、生涯に66個の小惑星といくつかの彗星を発見している。

### 88星座の境界線策定
1922年にローマで開催されたIAU第1回総会で現在の88星座が定められた際、デルポルトとヘント大学のカスティールズは、北天の星座に対して赤経と赤緯に沿った円弧で境界線を設けることを提案した。これは、1877年にベンジャミン・グールドが南天の星座に対して境界線を定めたのと同じ手法であった。IAUは、1925年にケンブリッジで開催されたIAU総会で「星座の科学的表記」の分科会を設立すると、デルポルトを委員長に選出し、赤緯-12.5°以北の天球上の境界線策定に当たらせた。デルポルトは、1925年10月から1927年9月にかけて、グールドと同じく1875.0分点を基準とした境界線の案を策定してIAUに提示し、1928年にライデンで開催されたIAU総会で承認された。さらにIAUから、北天と同じく南天の星座の境界線も定めるように要請を受けたデルポルトは、グールドの定めた境界線のうち斜めに線が引かれたものを修正し、なおかつ1つの恒星も所属する星座が変わらないような境界線の改訂案を策定してIAUに提示した。この案はイェール大学天文台での綿密な精査でごくわずかな修正がなされた後にIAUで承認され、1930年にケンブリッジ大学出版会から「Délimitation Scientifique des Constellations」と「Atlas Céleste」という2つの出版物として刊行された。これによって、現在の88の星座の名称と境界線が確定された。

### 太陽系小天体の発見
1925年に小惑星ベルギカを発見したのを皮切りに66個の小惑星を発見しており、その中には、アモール群の名の由来となった 小惑星アモールや、アポロ群のアドニスなどの地球近傍天体 (NEO) も含まれている。彼の発見した小惑星番号1276の小惑星には、ベルギー王立天文台のあるユックルにちなんでユックリアと命名された。また、第二次世界大戦中の1941年8月にデュトワ・ネウイミン・デルポルト彗星を独立発見した他、いくつかの彗星を発見・共同発見している。

## エポニム
月のクレーターデルポルト (Delporte)、および小惑星番号1274の小惑星デルポルティアは、彼にちなんで命名された。